# Malthouse Broad
Malthouse Broad är en sjö i Storbritannien.   Den ligger i grevskapet Norfolk och riksdelen England, i den sydöstra delen av landet, 170 km nordost om huvudstaden London. Malthouse Broad ligger 1 meter över havet. Trakten runt Malthouse Broad består till största delen av jordbruksmark.